# Lăng Thoại Ngọc Hầu

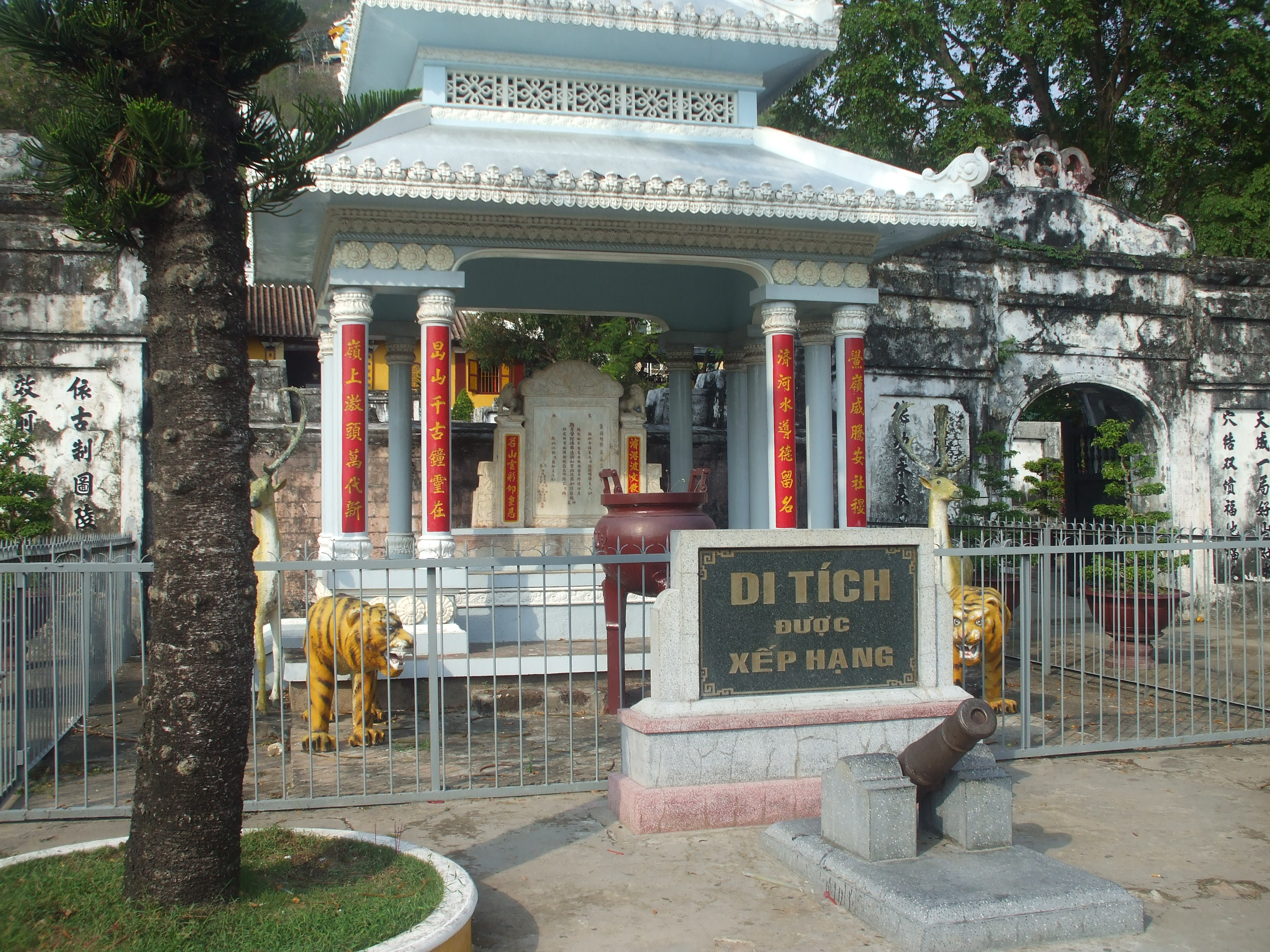
Tiểu đình ở giữa sân lăng

Lăng Thoại Ngọc Hầu còn gọi là Sơn Lăng, trước thuộc xã Vĩnh Tế, nay thuộc phường Núi Sam, thành phố Châu Đốc, tỉnh An Giang. Đây là một danh thắng, một công trình kiến trúc cổ tiêu biểu dưới thời phong kiến, và là một di tích lịch sử cấp quốc gia Việt Nam (xếp hạng năm 1997).

## Kiến trúc

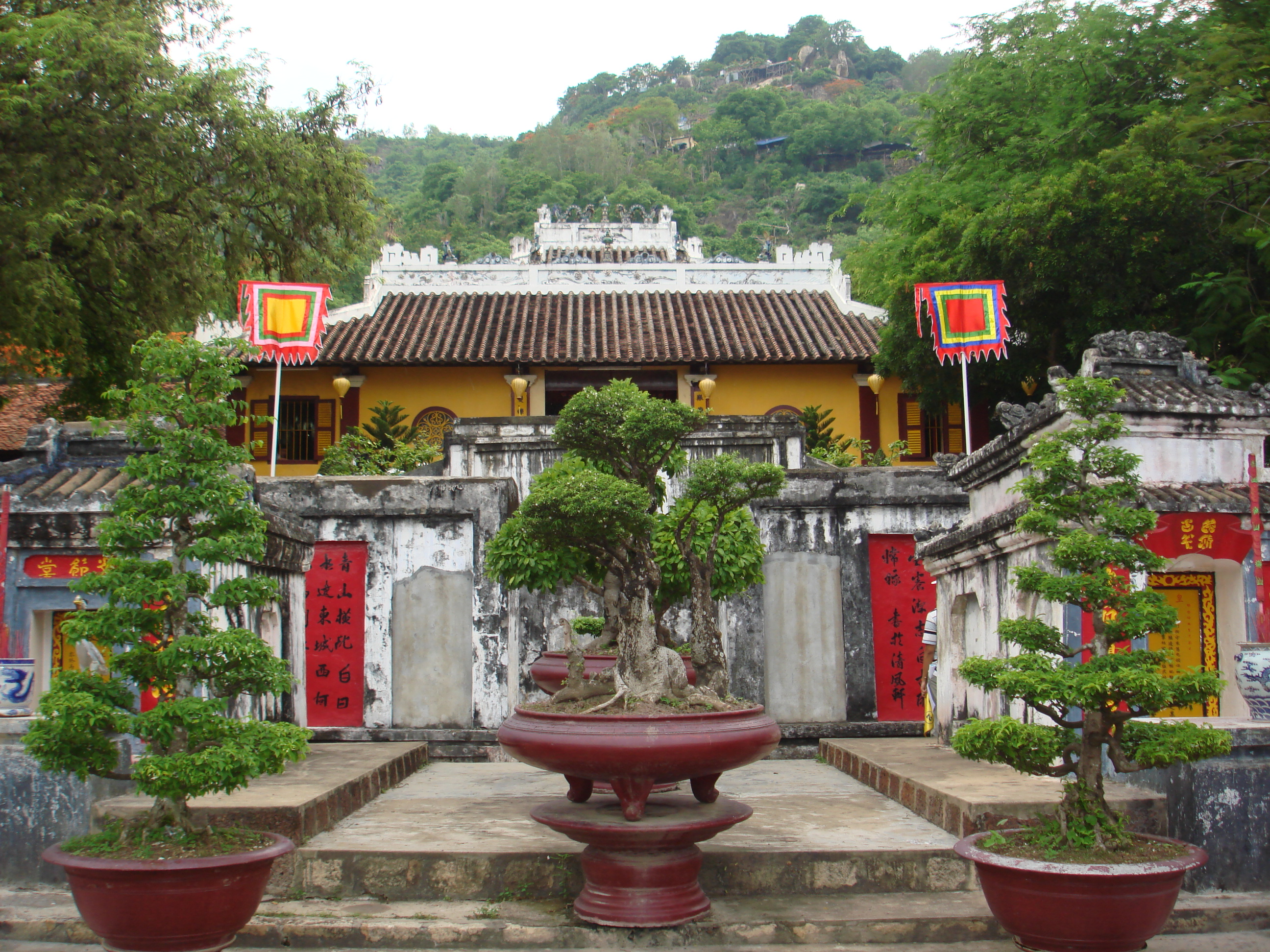
Sơn Lăng (ảnh 1)

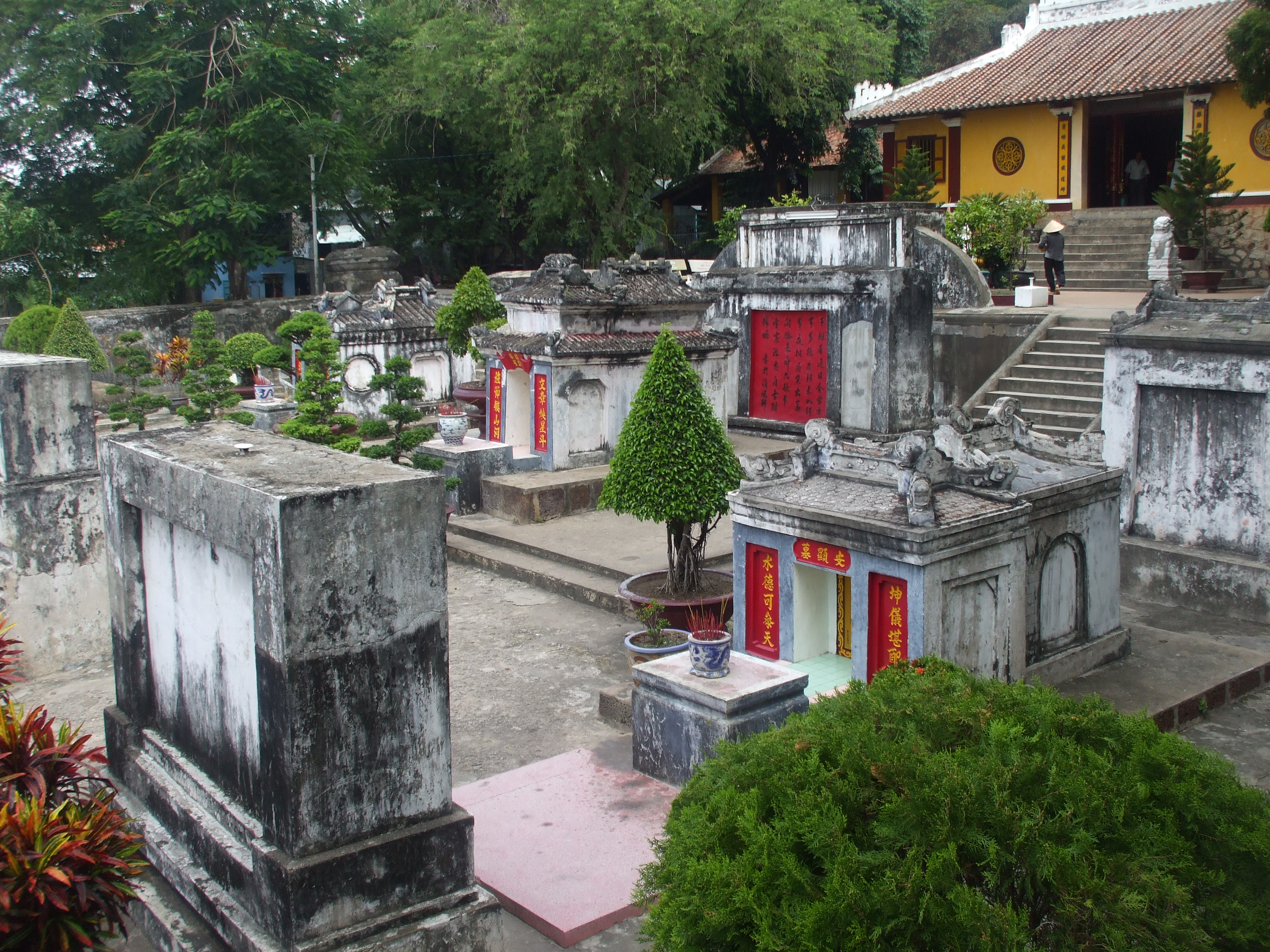
Sơn Lăng (ảnh 2)

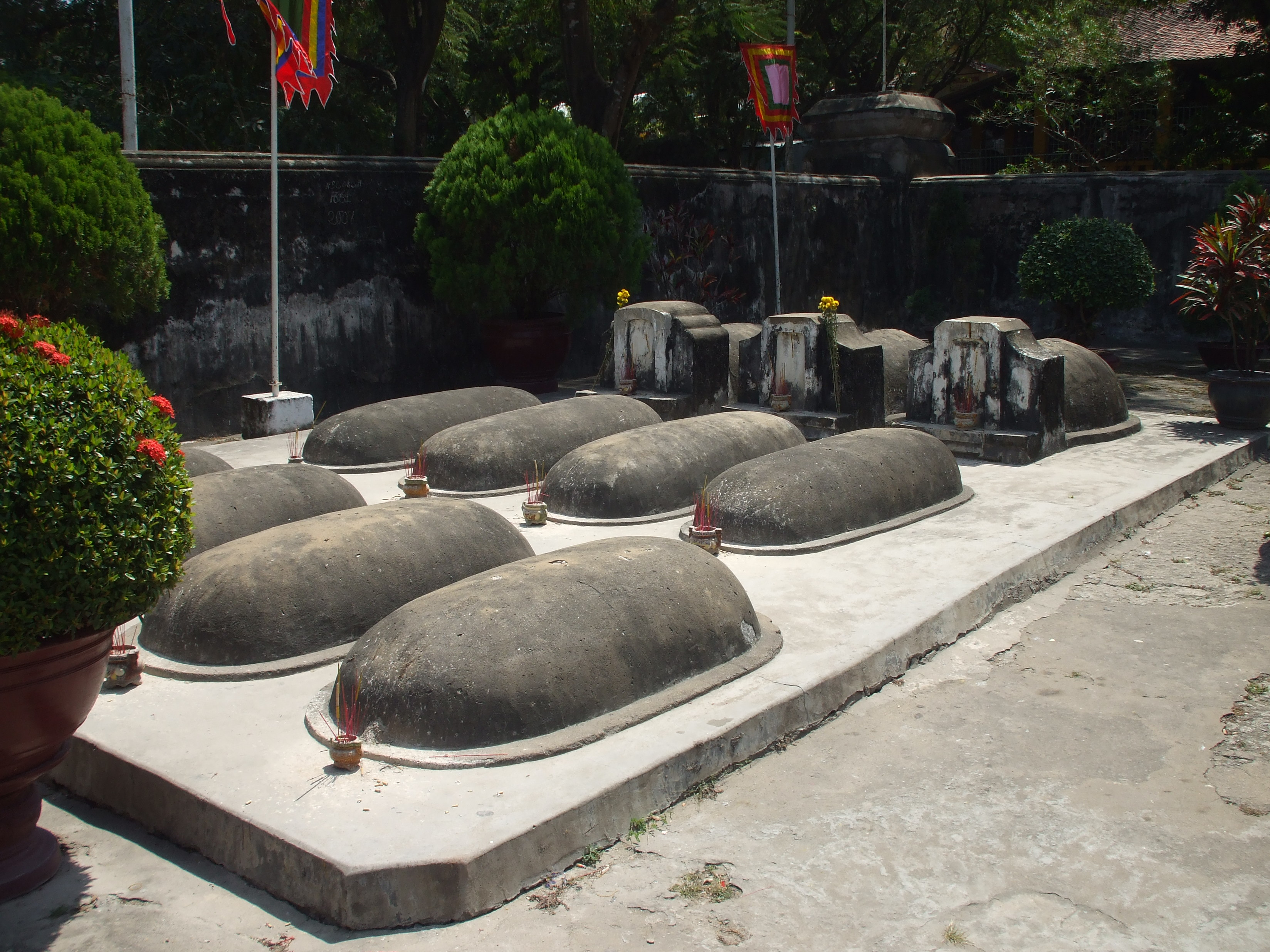
Nghĩa trủng, nơi cải táng hài cốt của những người đã chết trong lúc đào kênh Vĩnh Tế.

## Phát hiện mới

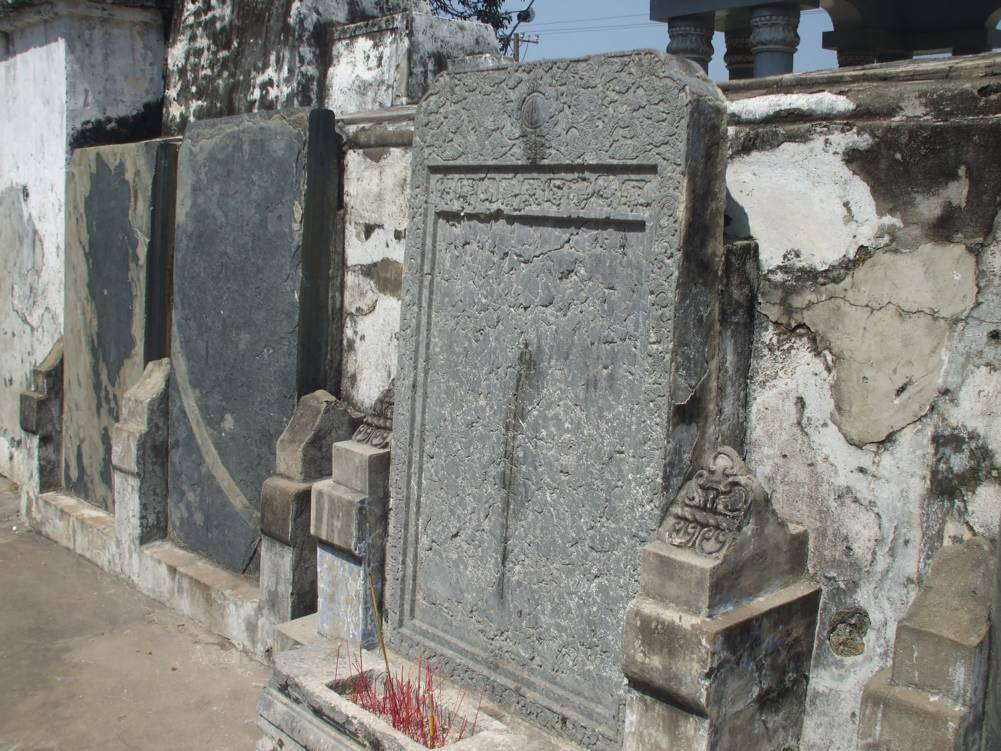
Tấm bia bên phải ảnh có thể là bia Vĩnh Tế Sơn

## Xem thêm

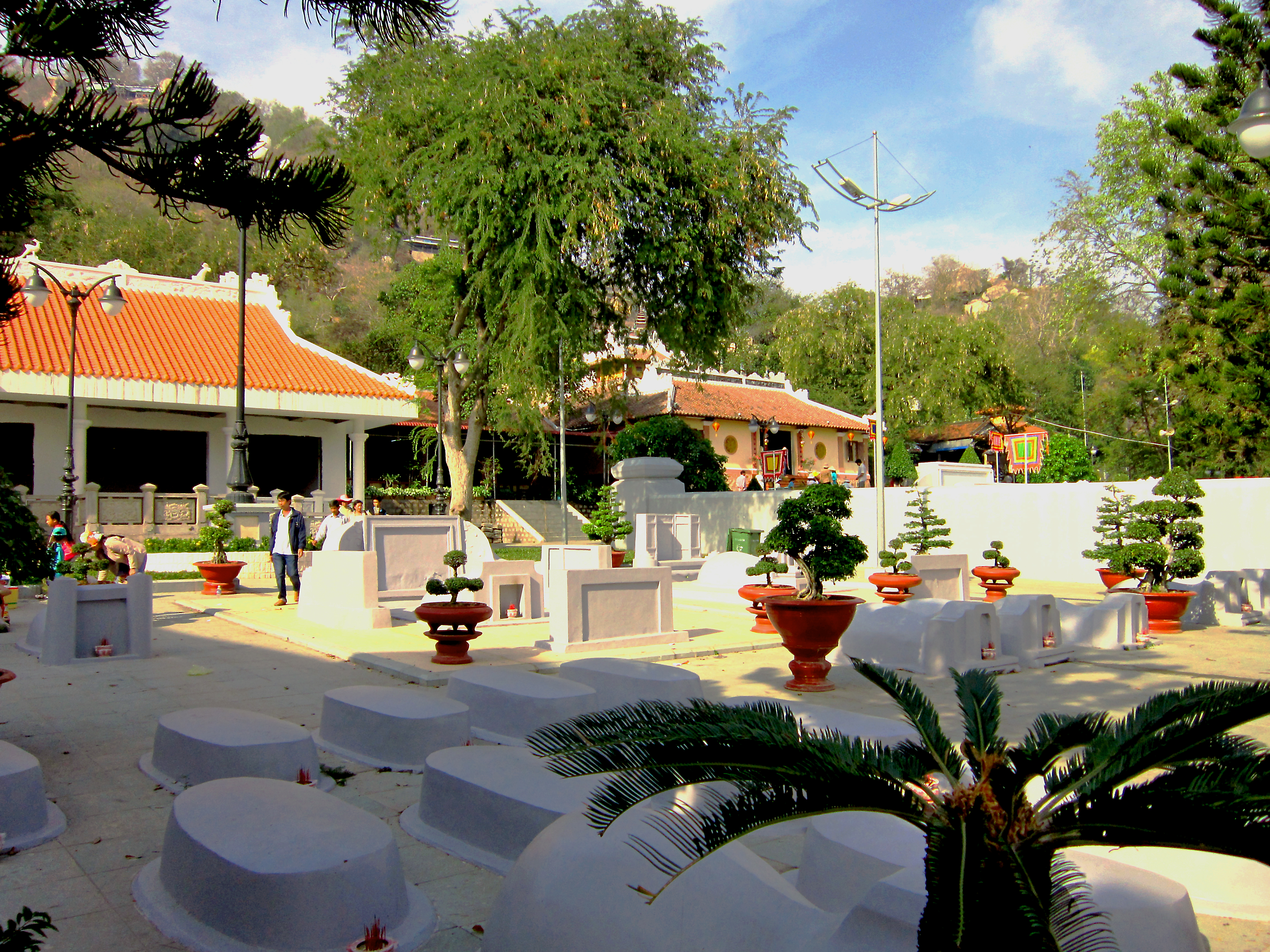
Sơn Lăng vừa được trùng tu (2013), không còn màu rêu phong cũ bởi thứ nước sơn thời hiện đại